# Hubert Mara

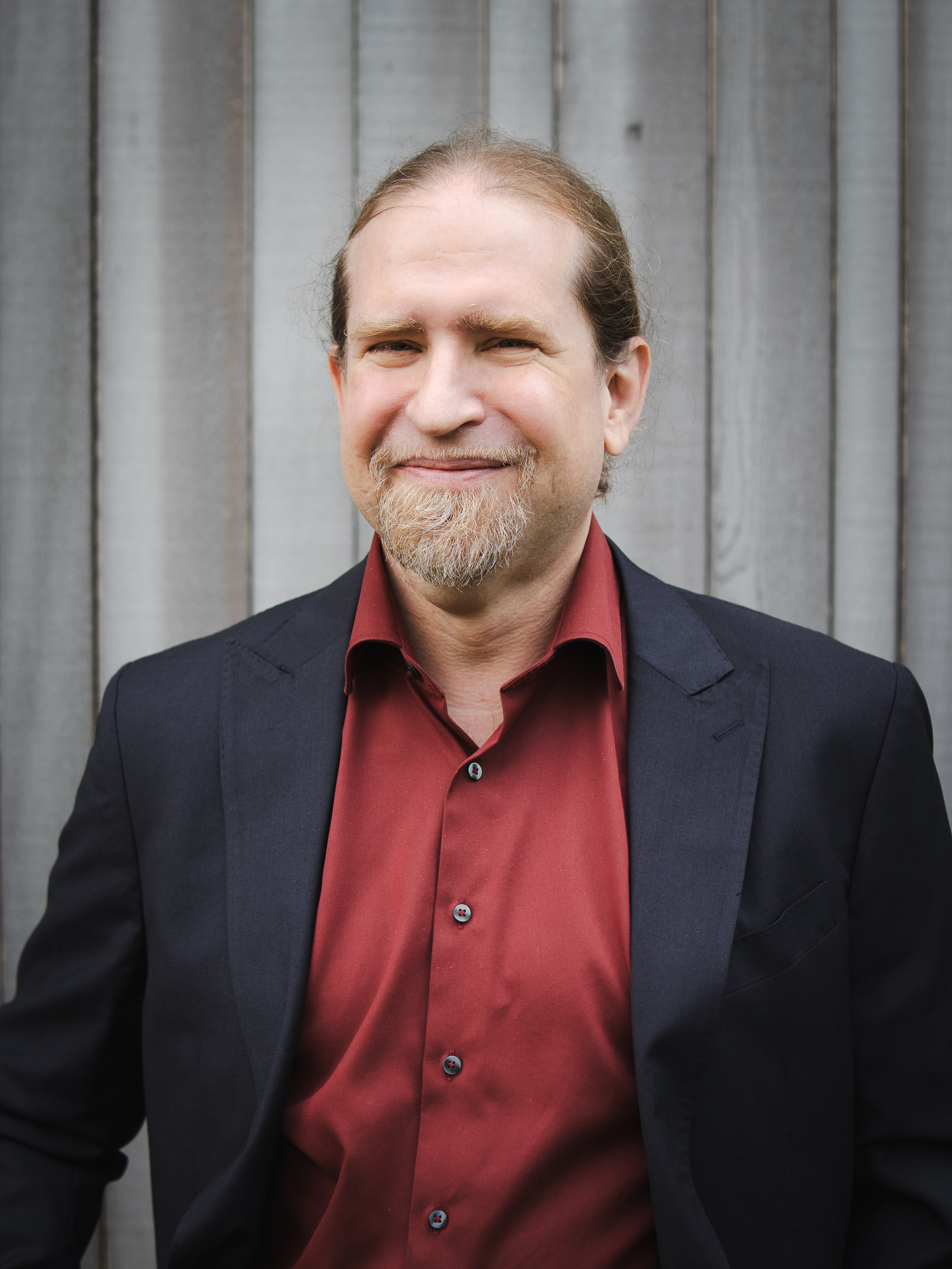
Hubert Mara, Holzlaube, 2024

Hubert Mara (* 1975 in Neunkirchen) ist ein österreichischer Informatiker und Hochschullehrer, der sich auf Archäoinformatik und die Anwendung von Methoden aus der Informatik in den Geisteswissenschaften und damit einer Verbindung dieser Felder spezialisiert hat.

## Leben und Werk
Hubert Mara hat in der Fachrichtung Elektrotechnik der HTBLuVA Wiener Neustadt maturiert und studierte Informatik an der TU Wien. 2006 schloss er dort mit dem Diplom Documentation of Rotationally Symmetric Archaeological Finds by 3D Shape Estimation (Betreuer: Robert Sablatnig) ab. Schon während des Studiums nahm er an Ausgrabungen in Israel und Peru teil, wo er Methoden der Informatik und der Geisteswissenschaften zu verbinden lernte. Schon früh wirkte er hier bei der Entwicklung neuer Methoden, etwa zur 3D-Aufnahme antiker Keramik für das Corpus Vasorum Antiquorum Österreich, mit. Nach dem Studium erhielt er ein Marie-Curie-Stipendium, mit dessen Hilfe er an die Universität Florenz ging, wo er beim Cultural Heritage Informatics Research Oriented Network (CHIRON) an der Entwicklung der Londoner Charta für die computergestützte Visualisierung von kulturellem Erbe beteiligt war.
Im Jahr 2009 wechselte Mara an das Interdisziplinäre Zentrum für wissenschaftliches Rechnen (IWR) der Universität Heidelberg. In Heidelberg erfolgte 2012 seine interdisziplinäre Promotion, Gutachter waren Willi Jäger und Hans Georg Bock. Im Rahmen der Dissertation Multi-Scale Integral Invariants for Robust Character Extraction from Irregular Polygon Mesh Data entwickelte er das GigaMesh Software Framework. Dabei handelte es sich um eine freie und quelloffene modulare Software zur Anzeige, Bearbeitung und Visualisierung von 3D-Daten. In der Praxis dient sie dazu, Dinge wieder sichtbar zu machen, die mit dem normalen menschlichem Auge nicht mehr erfasst werden können. So war es nun möglich, die Schrift auf verwitterten Grabsteinen wieder lesbar zu machen, Fingerabdrücke auf archäologischer Keramik sichtbar zu machen oder auch beschädigte Keilschrifttexte wieder lesbar zu machen. 2014 erhielt er einen Ruf auf die W1-Professur „Digital Humanities“ an der Universität zu Köln, den er jedoch ablehnte. Ebenfalls 2014 gründete Mara das Forensic Computational Geometry Laboratory (FCGL oder FCGLab) an der Heidelberger Universität. Er leitet das FCGLab, das als Nachwuchsgruppe der Deutschen Forschungsgemeinschaft im Rahmen der 2. Exzellenzinitiative von 2014 bis 2020 gefördert wurde. Die Gruppe widmete sich weiteren Projekten zur 3D-Computer-Vision, aber auch dem Machine Learning für archäologische Funde. In Heidelberg hatte er zwischen 2014 und 2020 das Promotionsrecht und konnte dabei drei Doktoranden bei der Promotion begleiten. Für die Mitarbeit am Projekt Scanning for Syria wurden sie 2020 mit dem European Heritage Award der Europa Nostra im Bereich Forschung ausgezeichnet.
Zum Juni 2020 wechselte Mara als Geschäftsführer an das Mainzer Zentrum für Digitalität in den Geistes- und Kulturwissenschaften (mainzed). Von November 2021 bis August 2024 war Mara Tenure-Track-Juniorprofessor für eHumanities am Institut für Informatik der Universität Halle. Er war von 2022 bis 2025 Editor-in-Chief der Journalreihe it - Information Technology bei De Gruyter, die zu den ältesten Publikationsmedien der Informatik in Deutschland zählt. 2024 hat Mara den Ruf auf die W2-Professur für Archäoinformatik an der Freien Universität Berlin angenommen. Den Ruf der Universität Augsburg 2023 auf die W3-Professur für Image Processing and Visualization in Digital Humanities sowie das Bleibeangebot auf eine W3-Professur für eHumanities an der Martin-Luther-Universität Halle-Wittenberg lehnte er ab. Er ist Gründungsmitglied des Instituts für Computational Ancient Studies (CompAS) des Fachbereichs Geschichts- und Kulturwissenschaften der FU Berlin, wo auch ein neuer Studiengang in Planung ist.
Maras Schwerpunkte liegen in der Verbindung der Informatik mit den Geisteswissenschaften, insbesondere der Archäologie. Kern seiner Arbeit ist die Entwicklung neuer Analyse-, Darstellungs- und Forschungsmethoden für archäologische Funde, wie zum Beispiel die Altersbestimmung von 3D-erfassten Keilschrifttafeln und Erkennung von Keilschriftzeichen mit Künstlicher Intelligenz. Angefangen mit GigaMesh hat er grundlegende Arbeit in diesen Bereichen geleistet. Seit 2016 gehört er dem Beirat der Arbeitsgemeinschaft Computer-Anwendungen und Quantitative Methoden in der Archäologie an. Maras Publikationsliste umfasst mittlerweile eine dreistellige Zahl an Veröffentlichungen verschiedenster Art und Form.
Mara ist seit 2025 Korrespondierendes Mitglied des Deutschen Archäologischen Instituts (DAI).